# Cevasche Strecken

Cevasche Strecken (rot, grün, blau)

Die Cevaschen Strecken sind benannt nach dem italienischen Mathematiker Giovanni Ceva. Sie schneiden sich in einem Punkt im Innern eines Dreiecks und verbinden jeden seiner Eckpunkte mit einem Punkt der jeweils gegenüberliegenden Dreiecksseite.

## Definition
Es sei {\displaystyle S} ein beliebiger Punkt im Innern eines Dreiecks {\displaystyle ABC}. Die Geraden durch {\displaystyle A} und {\displaystyle S} bzw. {\displaystyle B} und {\displaystyle S} bzw. {\displaystyle C} und {\displaystyle S} schneiden die jeweils gegenüberliegenden Dreiecksseiten in den Punkten {\displaystyle A'} bzw. {\displaystyle B'} bzw. {\displaystyle C'}.
Dann heißen {\displaystyle AA'}, {\displaystyle BB'} und {\displaystyle CC'} Cevasche Strecken.

## Beziehung von Streckenabschnitten zur längsten Dreiecksseite

Planfigur zu Satz 1

Abschnitte der Cevaschen Strecken (rot) und längste Dreiecksseite (blau)

Satz 1
Ist {\displaystyle AB} die längste Seite eines Dreiecks, so ist die Gesamtlänge der von {\displaystyle S} ausgehenden und zu einem Punkt der jeweils gegenüberliegenden Dreiecksseite führenden Streckenabschnitte der drei Cevaschen Strecken stets kleiner als die Länge der Dreiecksseite {\displaystyle AB}.
{\displaystyle {\overline {SA'}}+{\overline {SB'}}+{\overline {SC'}}<{\overline {AB}}}
Beweis
Die längste Dreiecksseite {\displaystyle AB} ist offenbar länger als jede der drei Cevaschen Strecken {\displaystyle AA'}, {\displaystyle BB'} und {\displaystyle CC'}.
Die Strecken {\displaystyle SD} bzw. {\displaystyle SE} seien parallel zu den Dreiecksseiten {\displaystyle AC}, bzw. {\displaystyle BC}. Dann sind die Dreiecke {\displaystyle DES} und {\displaystyle ABC} ähnlich zueinander, da sie nach dem Satz über Winkel an parallelen Geraden in zwei Innenwinkeln übereinstimmen. Aus dieser Ähnlichkeit folgt, dass {\displaystyle DE} die längste Seite des Dreiecks {\displaystyle DES} ist, da {\displaystyle AB} die längste Seite des Dreiecks {\displaystyle ABC} ist.
Damit gilt auch {\displaystyle {\overline {SC'}}<{\overline {DE}}}. (1)
Die Strecken {\displaystyle DG} bzw. {\displaystyle EF} seien parallel zu den Strecken {\displaystyle BB'} bzw. {\displaystyle AA'}. Dann sind die Dreiecke {\displaystyle ADG} und {\displaystyle ABB'} ähnlich zueinander, da sie nach dem Satz über Winkel an Parallelen in zwei Winkeln übereinstimmen. Aus dieser Ähnlichkeit folgt, dass {\displaystyle AD} die längste Seite des Dreiecks {\displaystyle ADG} ist, da {\displaystyle AB} die längste Seite des Dreiecks {\displaystyle ABB'} ist.
Damit gilt auch {\displaystyle {\overline {DG}}={\overline {SB'}}<{\overline {AD}}}. (2)
Analog lässt sich zeigen:
{\displaystyle {\overline {EF}}={\overline {SA'}}<{\overline {EB}}}. (3)
Durch Addition auf den jeweils beiden Seiten der drei Ungleichungen (1), (2) und (3) erhält man:
{\displaystyle {\overline {SA'}}+{\overline {SB'}}+{\overline {SC'}}<{\overline {EB}}+{\overline {AD}}+{\overline {DE}}={\overline {AB}}}.

## Beziehung zwischen Streckenabschnitten und Cevascher Strecke
Satz 2

Planfigur zu Satz 2

Abschnitte der Cevaschen Strecken (rot) und Cevasche Strecke CC' (blau)

Ist von den drei Cevaschen Strecken {\displaystyle AA'}, {\displaystyle BB'} und {\displaystyle CC'} die Strecke {\displaystyle CC'}
- die kürzeste, so gilt: {\displaystyle {\overline {SA'}}+{\overline {SB'}}+{\overline {SC'}}>{\overline {CC'}}},
- die längste, so gilt: {\displaystyle {\overline {SA'}}+{\overline {SB'}}+{\overline {SC'}}<{\overline {CC'}}}.

Sind alle drei Cevaschen Strecken {\displaystyle AA'}, {\displaystyle BB'} und {\displaystyle CC'} gleich lang, so gilt: {\displaystyle {\overline {SA'}}+{\overline {SB'}}+{\overline {SC'}}={\overline {CC'}}}
Beweis
Im Folgenden seien
{\displaystyle x={\frac {\overline {SC'}}{\overline {CC'}}}}, {\displaystyle y={\frac {\overline {SA'}}{\overline {AA'}}}} und {\displaystyle z={\frac {\overline {SB'}}{\overline {BB'}}}}, wobei {\displaystyle CC'} die kürzeste Cevasche Strecke sei.
Nach Umformung gilt dann:
{\displaystyle {\overline {SC'}}=x\cdot {\overline {CC'}}}, {\displaystyle {\overline {SA'}}=y\cdot {\overline {AA'}}} und {\displaystyle {\overline {SB'}}=z\cdot {\overline {BB'}}}. (4)
Die Strecken {\displaystyle SH} bzw. {\displaystyle CK} seien die Lote von {\displaystyle S} auf {\displaystyle AB} bzw. von {\displaystyle C} auf {\displaystyle AB}.
Damit sind die Dreiecke {\displaystyle C'HS} und {\displaystyle C'KC} ähnlich zueinander und es gilt nach dem Strahlensatz:
{\displaystyle {\frac {\overline {SH}}{\overline {CK}}}=x}.
Hieraus folgt für die Flächeninhalte:
{\displaystyle {\frac {F_{ABS}}{F_{ABC}}}={\frac {{\frac {1}{2}}\cdot {\overline {AB}}\cdot {\overline {SH}}}{{\frac {1}{2}}\cdot {\overline {AB}}\cdot {\overline {CK}}}}={\frac {\overline {SH}}{\overline {CK}}}=x}, also: {\displaystyle F_{ABS}=x\cdot F_{ABC}}. (5)
In analoger Weise lässt sich zeigen:
{\displaystyle F_{BCS}=y\cdot F_{ABC}} (6) und {\displaystyle F_{CAS}=z\cdot F_{ABC}}. (7)
Aus (4), (5), (6) und (7) ergibt sich:
{\displaystyle F_{ABC}=F_{ABS}+F_{BCS}+F_{CAS}=(x+y+z)\cdot F_{ABC}}, also {\displaystyle x+y+z=1}.
{\displaystyle {\overline {SA'}}+{\overline {SB'}}+{\overline {SC'}}={\overline {CC'}}=y\cdot {\overline {AA'}}+z\cdot {\overline {BB'}}+x\cdot {\overline {CC'}}>y\cdot {\overline {CC'}}+z\cdot {\overline {CC'}}+x\cdot {\overline {CC'}}=(y+z+x)\cdot {\overline {CC'}}=1\cdot {\overline {CC'}}={\overline {CC'}}}  (8)
Ist {\displaystyle CC'} die längste Cevasche Strecke, so wird in (8) das Größerzeichen durch das Kleinerzeichen ersetzt.
Sind alle drei Cevaschen Strecken {\displaystyle AA'}, {\displaystyle BB'} und {\displaystyle CC'} gleich lang, so wird in (8) das Größerzeichen durch das Gleichheitszeichen ersetzt.